# Return of the Obra Dinn
『Return of the Obra Dinn』（リターン オブ ジ オブラ・ディン）は、日本在住のゲームクリエイターであるルーカス・ポープが開発したゲームソフト。
19世紀初頭の時代を舞台とした物語で、保険調査官である主人公が、無人となって帰港した商船「オブラ・ディン号」を調査する。主人公は手持ちの懐中時計で残留思念を辿って各人物の死の直前の場面を確認することができ、これを基にかつて船上で起きた凄惨な出来事についての解明を行っていく。ゲームは一人称視点で進行し、グラフィックは全編にわたり1ビット（白黒2色）で表現されている。

## システム
本作は、オブラ・ディン号の乗員乗客60人全員の安否および死因を特定することが目的となる。
主人公を操作して船上を移動し、遺体や遺体の痕跡に宿っている残留思念がある場所で懐中時計を用いると、その人物の死の間際の場面に切り替わる。このパートでは、最初に黒い画面をバックとして登場人物の声のみのやりとりと台詞の字幕表示があり、その後、時間の止まった3D空間として場面が再現される。主人公はこの空間を移動し状況を観察することができる。一度見た場面の内容は、主人公が所持している本の中に自動的に記述される。また残留思念の場面の最中に別の残留思念を捉えると、その残留思念の場面へと飛ぶ事ができる。
本には各人物の安否情報を記録できる。死亡と判断した場合は死因を記入し、何者かに殺害された人物の場合は加害者名も併せて記入する。一方、生存と判断した場合はその人物が現在いる場所を記入する。入力した情報が正解かどうかは直ぐにはわからず、3人分が正解となるごとにまとめて確定される。また、本の冒頭には、全ての乗員乗客の番号・名前・役職・国籍が記された名簿、および船上にいる人々の様子が描かれた絵画も掲載されており、これらも身元特定の判断材料となる。
オープニングで乗って来たボートに戻り帰ることを選択するとゲームは終了となる。特定できた船員の身元・安否の数によりエンディングが変化する。

## あらすじ

### 現在
イングランドのファルマスから南アフリカの喜望峰へ向けて航海中の1803年に消息を絶ったオブラ・ディン号だったが、1807年に突然現れファルマス港に帰着する。しかし、そこにいるはずの乗員51人と乗客9人は一人もいなかった。この事態を受け、船を管理するイギリス東インド会社は保険調査官の主人公をファルマスへ派遣する。主人公に託された収納ケースの中には『オブラ・ディン号の帰港』と題した未完成の手記本と懐中時計「メメント・モーテム」があり、本の序文には、全ての乗員乗客の身元および彼らの身に起きたことを正確に記述して手記を完成させモロッコのフランス人駐在所に郵送してほしい、とのメッセージが著者のヘンリー・エバンズにより記されていた。主人公は本と懐中時計を手にして乗船し調査を開始する。
調査を終え下船した主人公は、エバンズの指示通り手記本をモロッコに郵送する。それから1年後、エバンズの知人から主人公宛に手紙が届く。そこには、エバンズが調査結果に目を通した後に間もなく病死したとの報告が綴られていた。

### 過去
（以下の文章は時系列順に記述しているが、ゲーム内ではエピソードが時系列に関係なく断片的に明らかになる。）
ファルマスを出港したオブラ・ディン号には乗員のほか一般客も乗船しており、その中にはフォルモサ（現在の台湾）の王族と従者も含まれていた。彼らは光る貝殻をチェストの内部に保管していたが、乗員の一人である航海士のエドワード・ニコルズがこれに目をつけ、結託した仲間とともに強奪を企てる。ニコルズらは王族たちを拉致すると、オブラ・ディン号に備え付けのボートに乗り逃亡を図る。このまま逃げおおせるかに思えたが、突如、光る貝殻を持った人魚たちが海面から現れる。人魚は手にした槍などで攻撃を仕掛け王族たちやニコルズの仲間を次々と殺害、一方の人魚たちも一行の応戦により仮死状態となりボートに揚げられる。唯一難を逃れたニコルズはオブラ・ディン号に引き返すことを決意するが、船の前まで戻ったところで船内から銃口を向けられる。ニコルズは命乞いをするものの、銃撃を受け射殺される。
ボートに乗せられていたチェストと3体の人魚は乗員たちによりオブラ・ディン号下層の船尾倉庫へ運ばれ施錠される。この直後、天候が嵐になったかと思うと、背に何者かを乗せた巨大なカニのような怪物2体が海中から現れ船に侵入する。船尾倉庫を目指すように移動する怪物により乗員たちは次々と惨殺されるが、応戦により辛うじて怪物の死滅に成功する。すると今度は巨大なクラーケンが現れて船を襲い始め、船長のロバート・ウィッテレルの妻など多数の乗員乗客が命を落とす。これまでの一連の襲撃は人魚の仕業だと考えたウィッテレルは船尾倉庫へ向かい囚われの人魚3体のうち2体を殺害するが、ここでウィッテレルと残り1体の人魚との間で何らかの「取引」が行われ、一転して人魚と貝殻を海に帰すことになる。
これ以降、嵐は収まりクラーケンも姿を消す。一部の乗員乗客が最後のボートでオブラ・ディン号を離れる中、残された乗員たちの間ではウィッテレルに対する不信感が募り、船の乗っ取りに関する謀議が企てられる。既に貝殻が海底にあることを知らずウィッテレルが隠し持っていると思い込む彼らは、貝殻を奪って売りさばこうと船長室へ向かい襲撃を図るが、ウィッテレルは銃などの武器を用いて対抗し全員を殺害する。船上で一人となったウィッテレルは、客室のベッドに横たえていた妻の遺体の前で懺悔した後、手にした銃を自身に向けて引き金を引き自殺する。

## 開発

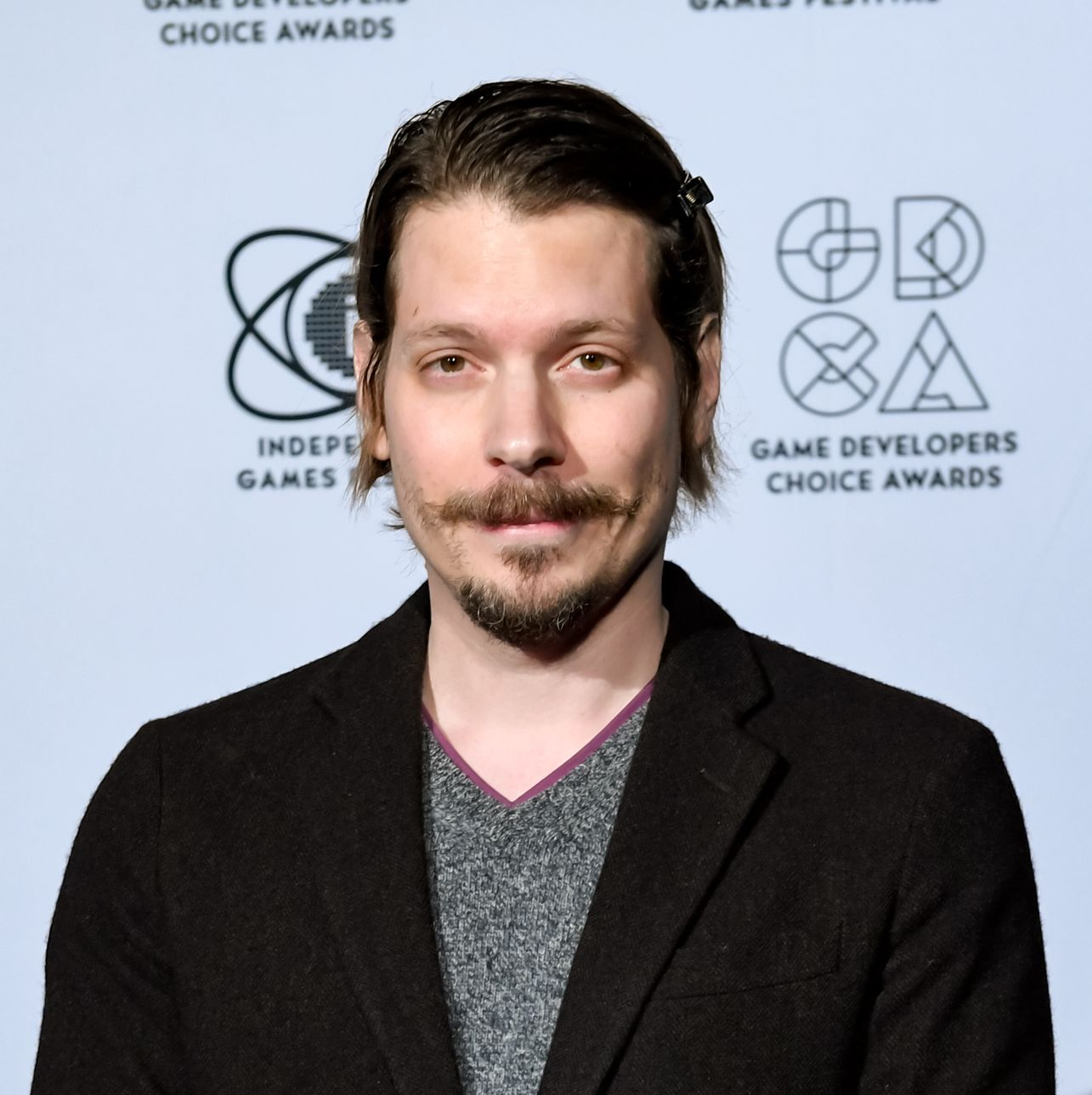
2019 Game Developers Choice Awardsでのルーカス・ポープ。

ルーカス・ポープは自身が子供のころに遊んだMacintosh Plus向け1ビットゲームのビジュアルを好んでおり、このスタイルで現代的な3Dゲームを作れないかとの考えが本作開発のきっかけとなっている。当初のシステムはGiant Sparrow開発のソフト『フィンチ家の奇妙な屋敷でおきたこと』に類似したもので、遺体に時計を使うことでその人物の視点となり死亡1分前からの状況をプレイヤーが再現するという内容だったが、実現には大変な作業が必要だと気づき、規模を縮小していく中で、対象人物が命を落とした瞬間の静止した世界を調べるというアイデアに行き着いた。
オブラ・ディン号は1800年頃の実際の船を参考にしており、このサイズの船を動かすには最低120人程が必要という史実を踏まえ当初ゲーム内でも120人のキャラクターを登場させようと考えていたが、後に半数の60人に減らしている。一方で、本作には人魚やクラーケンといったファンタジー要素が含まれているが、これは多数の人物が登場する中で死因のバリエーションを増やすための措置である。
2014年10月には数人のキャラクターが登場するゲーム冒頭部分のみのデモ版を配信し、2016年にはゲームイベント「Game Developers Conference 2016」向けのデモ版も配信された。ここまでで自信を深めたポープは、乗員乗客の死が断片的に明かされていく物語を作り進め、新たなキャラクターを13人加えるなどしたバージョンを同年11月開催のゲームイベント「PAXオーストラリア」に持ち込んだ。ところが、物語の時系列が順不同であることを理解できていないプレイヤーたちの様子を目の当たりにしポープはショックを受ける。このことを踏まえポープはUIの改善に取り組み始めるが、一方で明示的なチュートリアルは用いたくないと考えていた。試行錯誤の末に本の形式を用いることにし、各場面に見出しをつけることやページをめくる直感的な操作により物語の時系列の把握が容易になった。

## 受賞
| 年   | 賞                               | 部門                                            | 結果       | 出典          |
| ---- | -------------------------------- | ----------------------------------------------- | ---------- | ------------- |
| 2018 | The Game Awards 2018             | Best Art Direction                              | 受賞       | [ 7 ]         |
| 2018 | The Game Awards 2018             | Best Independent Game                           | ノミネート | [ 7 ]         |
| 2018 | Titanium Awards                  | Game of the Year                                | ノミネート | [ 8 ]         |
| 2018 | Titanium Awards                  | Best Indie Game                                 | 受賞       | [ 8 ]         |
| 2018 | Titanium Awards                  | Best Narrative Design                           | ノミネート | [ 8 ]         |
| 2018 | Titanium Awards                  | Best Game Design                                | ノミネート | [ 8 ]         |
| 2019 | New York Game Awards             | Off Broadway Award for Best Indie Game          | ノミネート | [ 9 ]         |
| 2019 | 第22回D.I.C.E. Awards            | Game of the Year                                | ノミネート | [ 10 ]        |
| 2019 | 第22回D.I.C.E. Awards            | Outstanding Achievement in Story                | ノミネート | [ 10 ]        |
| 2019 | 第22回D.I.C.E. Awards            | Adventure Game of the Year                      | ノミネート | [ 10 ]        |
| 2019 | 第22回D.I.C.E. Awards            | Outstanding Achievement for an Independent Game | ノミネート | [ 10 ]        |
| 2019 | 第22回D.I.C.E. Awards            | Outstanding Achievement in Game Design          | ノミネート | [ 10 ]        |
| 2019 | 第22回D.I.C.E. Awards            | Outstanding Achievement in Game Direction       | ノミネート | [ 10 ]        |
| 2019 | NAVGTR Awards                    | Game, Puzzle                                    | ノミネート | [ 11 ]        |
| 2019 | SXSW Gaming Awards               | Excellence in Art                               | ノミネート | [ 12 ]        |
| 2019 | SXSW Gaming Awards               | Excellence in Design                            | ノミネート | [ 12 ]        |
| 2019 | IGF Awards                       | Seumas McNally Grand Prize                      | 受賞       | [ 13 ]        |
| 2019 | IGF Awards                       | Excellence in Visual Art                        | ノミネート | [ 13 ]        |
| 2019 | IGF Awards                       | Excellence in Audio                             | ノミネート | [ 13 ]        |
| 2019 | IGF Awards                       | Excellence in Narrative                         | 受賞       | [ 13 ]        |
| 2019 | IGF Awards                       | Excellence in Design                            | ノミネート | [ 13 ]        |
| 2019 | Game Developers Choice Awards    | Game of the Year                                | ノミネート | [ 14 ] [ 15 ] |
| 2019 | Game Developers Choice Awards    | Best Narrative                                  | 受賞       | [ 14 ] [ 15 ] |
| 2019 | Game Developers Choice Awards    | Best Visual Art                                 | ノミネート | [ 14 ] [ 15 ] |
| 2019 | Game Developers Choice Awards    | Innovation Award                                | ノミネート | [ 14 ] [ 15 ] |
| 2019 | 第15回英国アカデミー賞ゲーム部門 | Best Game                                       | ノミネート | [ 16 ]        |
| 2019 | 第15回英国アカデミー賞ゲーム部門 | Artistic Achievement                            | 受賞       | [ 16 ]        |
| 2019 | 第15回英国アカデミー賞ゲーム部門 | Game Design                                     | 受賞       | [ 16 ]        |
| 2019 | 第15回英国アカデミー賞ゲーム部門 | Game Innovation                                 | ノミネート | [ 16 ]        |
| 2019 | 第15回英国アカデミー賞ゲーム部門 | Narrative                                       | ノミネート | [ 16 ]        |
| 2019 | 第15回英国アカデミー賞ゲーム部門 | Original Property                               | ノミネート | [ 16 ]        |
| 2019 | Italian Video Game Awards        | Best Art Direction                              | ノミネート | [ 17 ]        |
| 2019 | Italian Video Game Awards        | Best Indie Game                                 | ノミネート | [ 17 ]        |

上記のほか、本ゲームを扱ったゲーム実況動画が「ニコニコ動画アワード2022」のゲーム実況賞を受賞している。